# Regla Bell
Regla Maritza Bell (* 6. Juli 1970 in Havanna) ist eine kubanische Volleyballnationalspielerin.
Regla Bell gewann mit der Kubanischen Nationalmannschaft dreimal in Folge die Goldmedaille bei den Olympischen Spielen 1992, 1996 und 2000, sowie zweimal Gold bei den Weltmeisterschaften 1994 und 1998.
Regla Bell spielte bis 1998 in ihrer Heimat bei Ciudad Havanna. Danach spielte sie in Italien, zunächst für einen Kurzeinsatz 1998 in Neapel und danach zwei Jahre bei Despar Perugia, mit dem sie 1999 den Italienischen Pokal und 2000 den Europapokal der Pokalsieger gewann.
Nach dem Rücktritt aus der Nationalmannschaft und einer zweijährigen Pause spielte Regla Bell seit 2002 in verschiedenen spanischen Vereinen. Zwischendurch war sie in der Saison 2009/10 beim brasilianischen São Caetano Esporte Clube. 2012/13 war sie in Indonesien bei Manokwari Valeria und 2014 in den Philippinen bei PLDT HOME TVolution aktiv.
2024 wurde Regla Bell in die „Volleyball Hall of Fame“ aufgenommen.